# Malniv, Mostîska
Malniv (în ucraineană Малнів) este localitatea de reședință a comunei Malniv din raionul Mostîska, regiunea Liov, Ucraina.

## Demografie
Componența lingvistică a localității Malniv
     Ucraineană (99,56%)
     Alte limbi (0,11%)
Conform recensământului din 2001, majoritatea populației localității Malniv era vorbitoare de ucraineană (99,56%), existând în minoritate și vorbitori de alte limbi.